# Église Saint-Martin (Chassepierre)

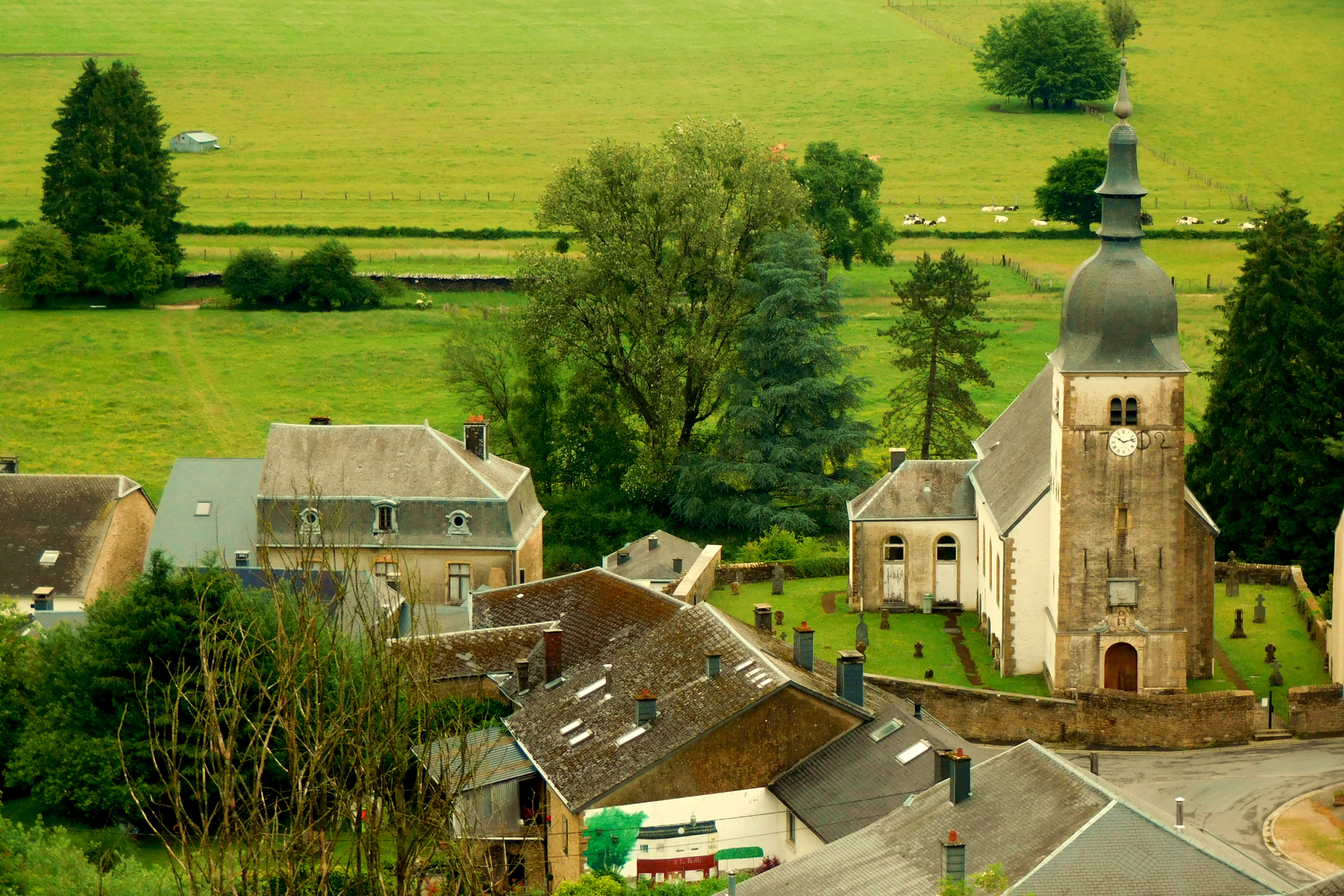
Eglise Saint-Martin, Chassepierre

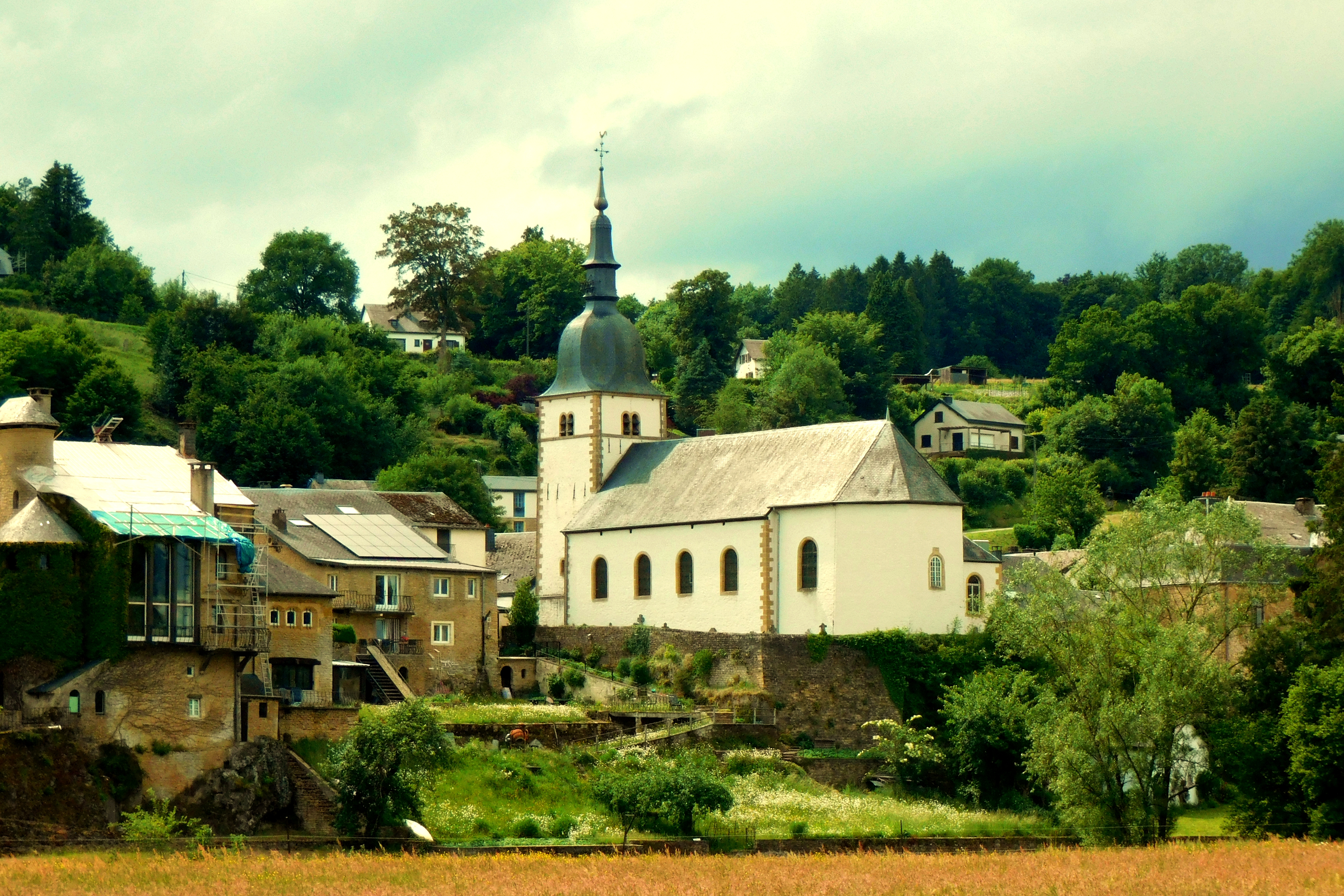
Eglise Saint-Martin, Chassepierre

De Église Saint-Martin  is de dorpskerk van Chassepierre in de Belgische gemeente Florenville. De kerk uit 1702 is een beschermd monument.

## Beschrijving
De Église Saint-Martin is een hallenkerk met vooraan een vierkanten toren waarin zich de hoofdingang bevindt. Aan weerszijden van het uurwerk op de toren is het jaartal van de bouw aangebracht: "17 - 02". De kerktoren heeft een uivormige torenspits met bovenaan een windwijzer.
In de toren bevindt zich het uurwerk met de signatuur "Jules Guioth in
Stenay - 1890" en twee 19e-eeuwse klokken. Het uurwerk slaat elk kwartier met één-,
twee-, drie- en viermaal een drieslag op 3 klokjes die aan de buitenzijde van de zuidzijde net boven de 'ui' van de spits hangen, op het hele uur gevolgd door het uur op de de grootste van de drie.
Op gezette tijden (juni 2025), 7 uur 's morgens, 12 uur en 6 uur 's avonds en 
een half uur voor en bij aanvang van een dienst luiden de twee luidklokken.
Het brede schip loopt over in een smaller koor en eindigt in een driezijdige chevet. De vloer van het koor en het schip is bekleed met keramische vloertegels. De preekstoel is afkomstig uit de oude, verdwenen abdijkerk van Orval.
De kerk is omringd door een ommuurd kerkhof. Aan de achterzijde van de kerk stroomt de Semois. In het dorp staat ook de vroegere pastorie uit 1790, gebouwd in classicistische stijl.

## Geschiedenis
De kerk werd voor het eerst vermeld in 1097 maar vermoedelijk stond hier al in de karolingische tijd een kerkgebouw. Na de Franse Revolutie werden de gebeeldhouwde wapens van de familie Löwenstein, de heren van Chassepierre, boven de ingang van de kerk vernield. De glasramen met de wapens van de familie ondergingen hetzelfde lot. In 1866 kreeg het koor een nieuwe tegelvloer en in 1932 kreeg het schip een gelijkaardige vloer. In 1994 werd de kerk samen met het kerkhof, de pastorie en de vroegere banmolen, beschermd als monument. En in 2015 werd een restauratie van de kerk voltooid.

## Afbeeldingen

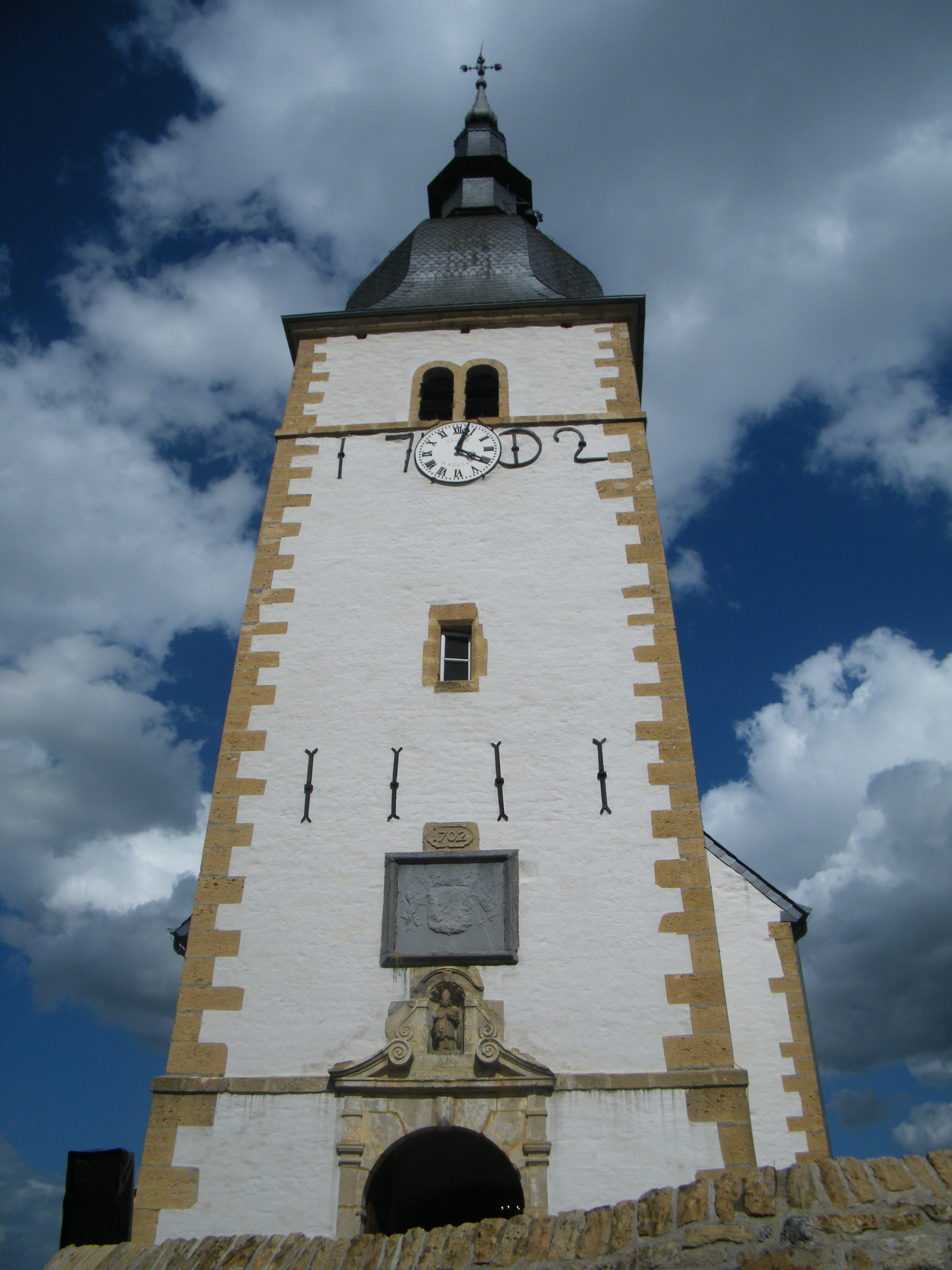
Toren
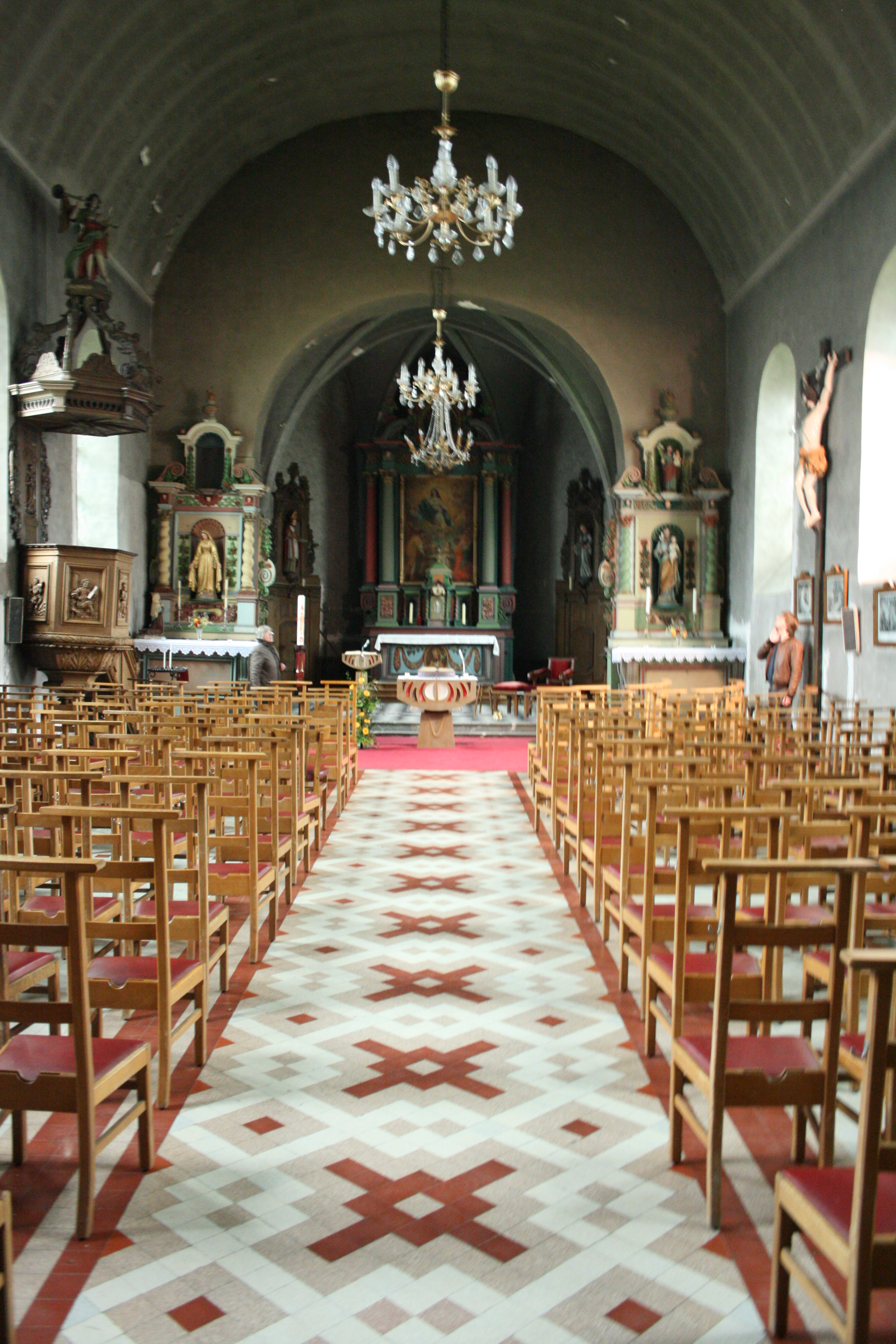
Interieur
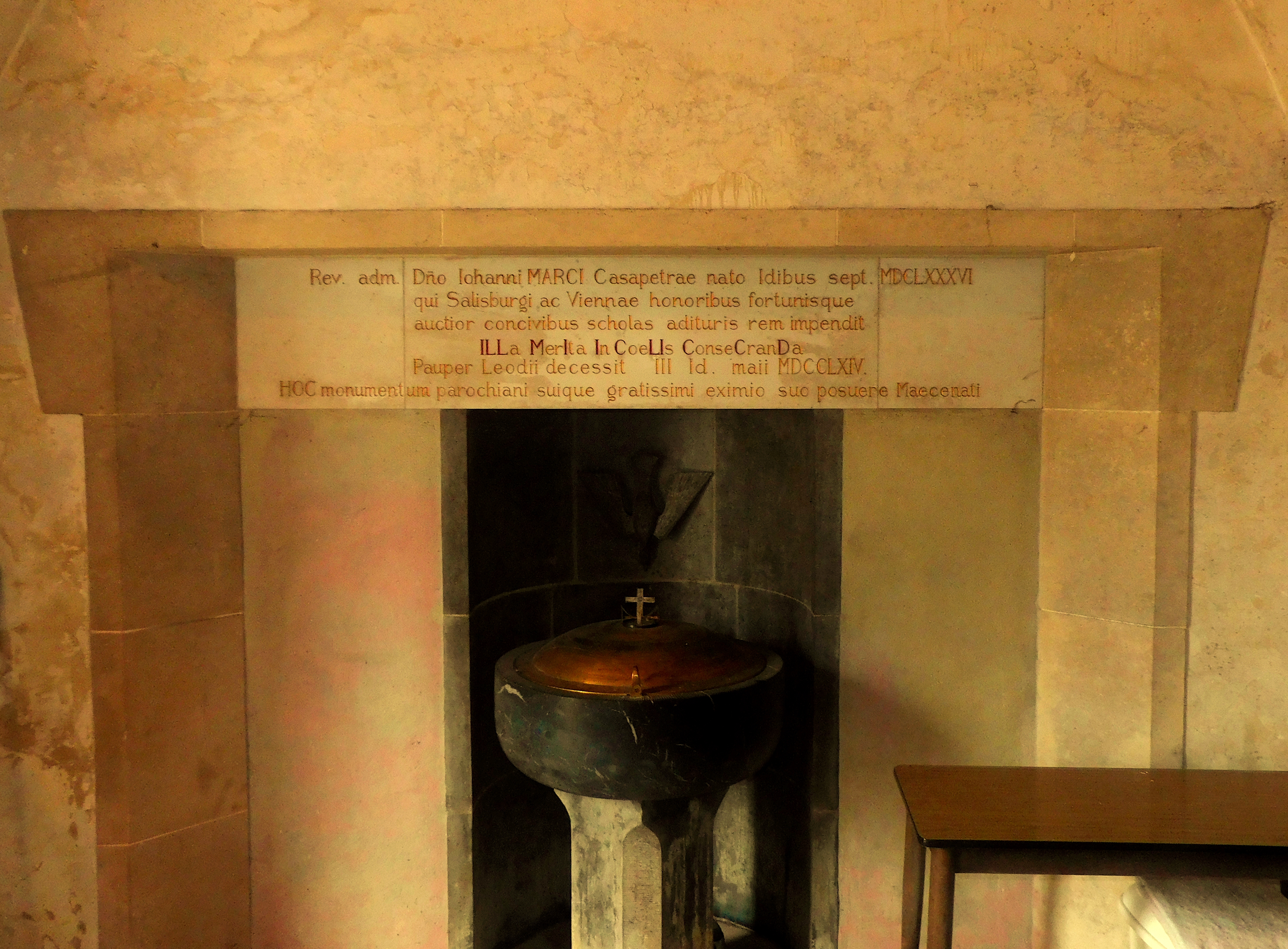
Doopvont in de hal
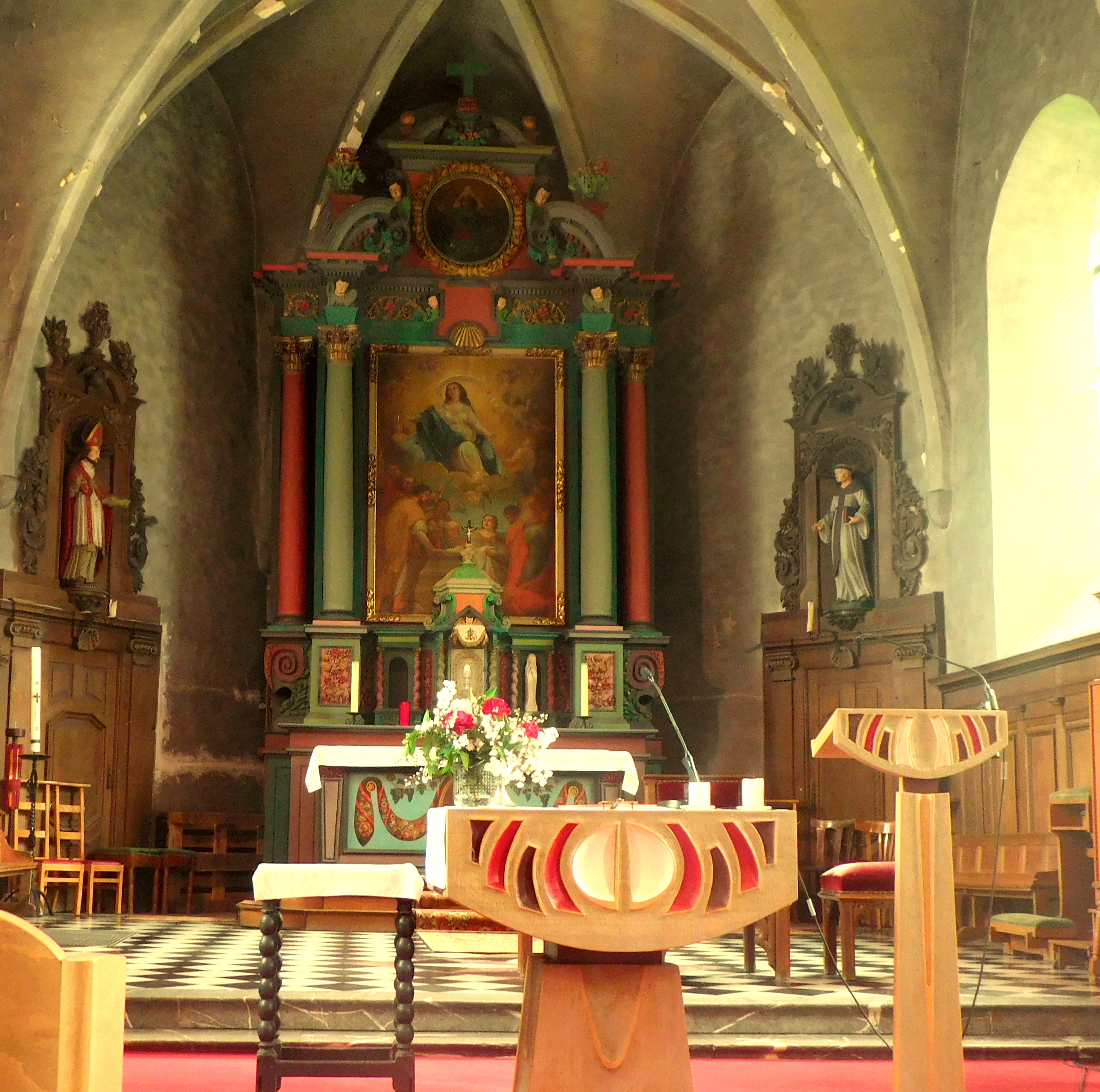
Hoofdaltaar
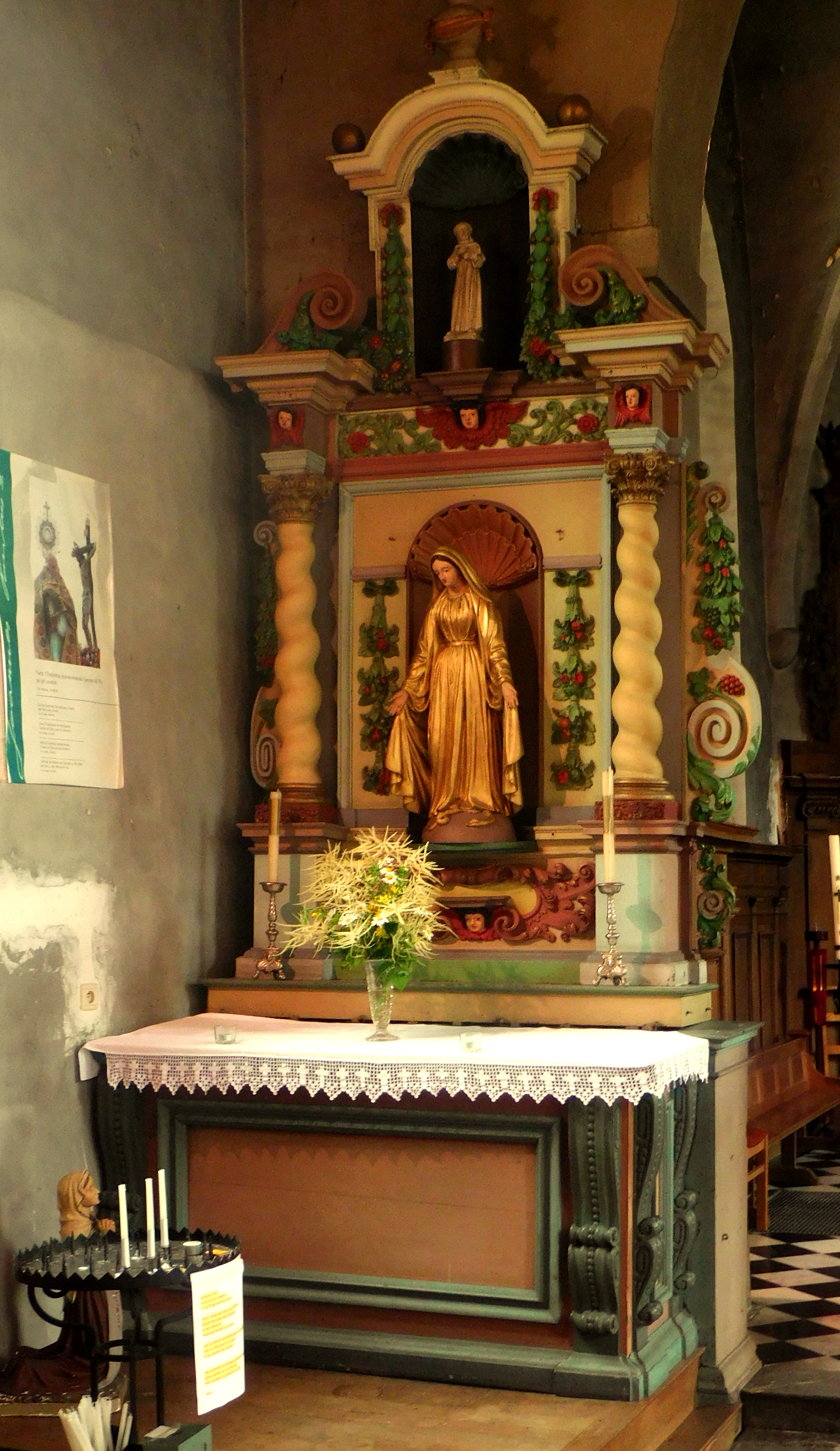
Altaar noordzijde
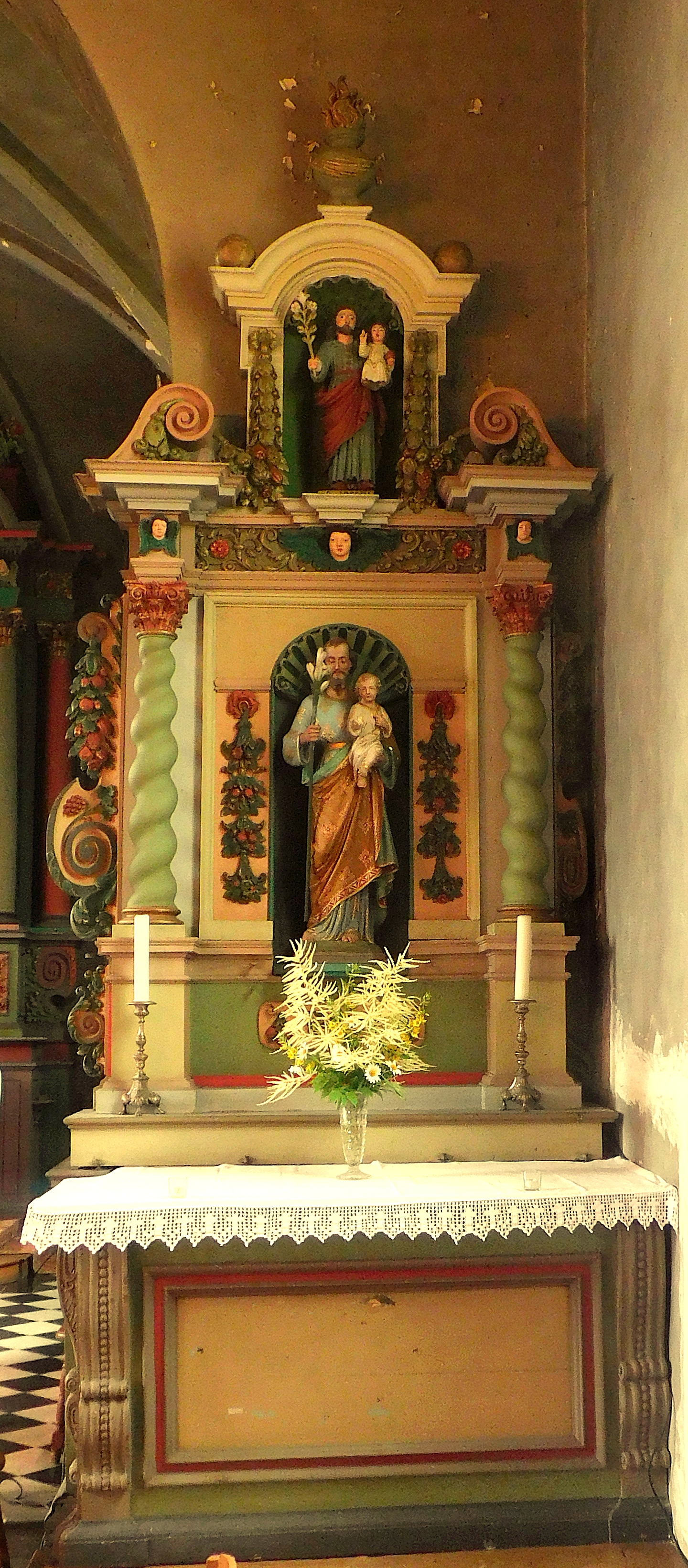
Altaar zuidzijde
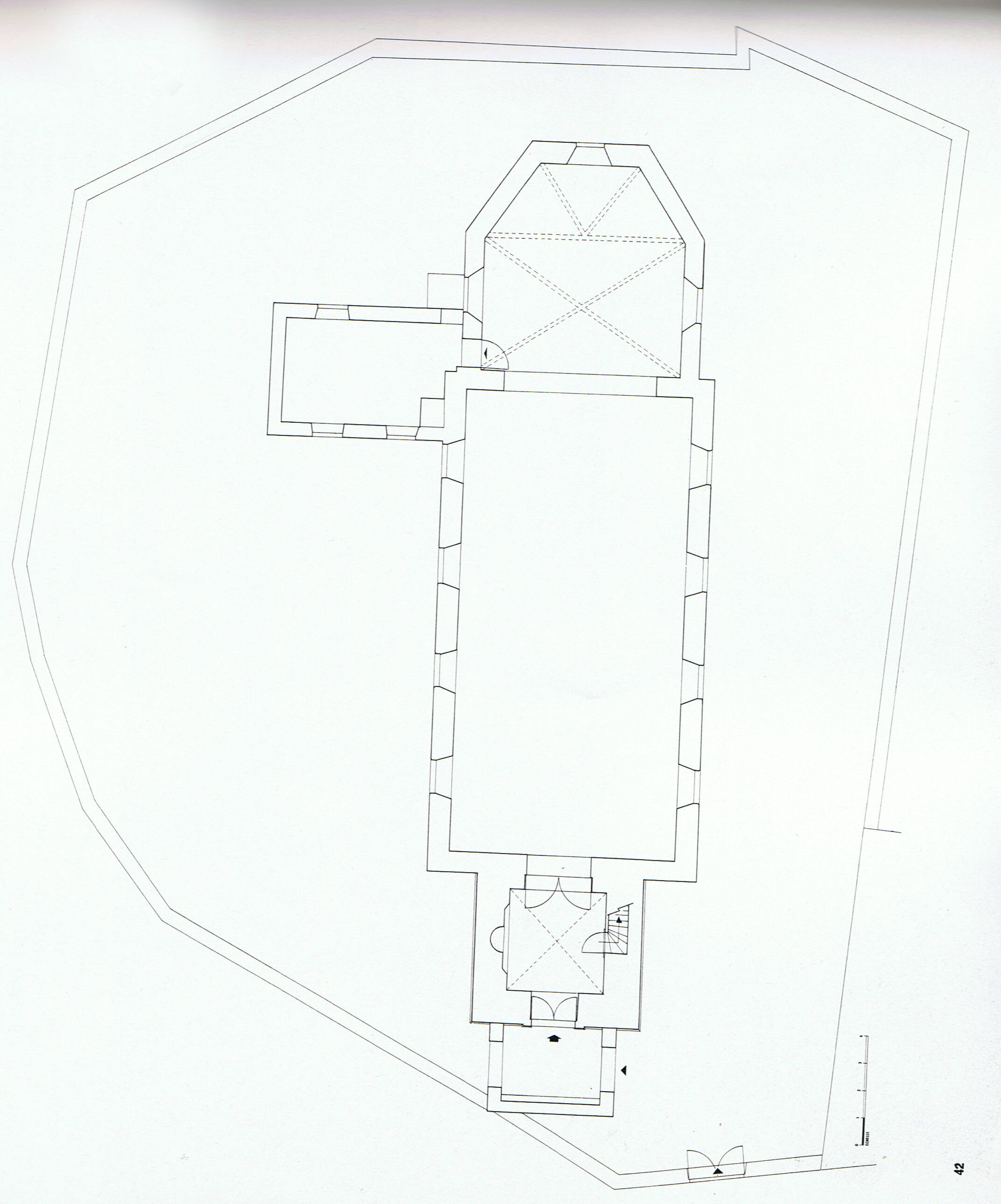
Grondplan

### vertaling tekst boven doopvont
"Hier rust, de eerwaarde heer, administrateur van de parochie, 
Johanni Marci Casapetrea (stenen huis = Chassepierre),
geboren op de 13 september 1686, die in Salzburg en Wenen, door zijn
verdiensten en geluk, zijn stadgenoten in staat stelde om scholen te bezoeken, 
hij schonk zijn bezit voor deze zaak.
Hij, wiens verdiensten in de Hemel worden erkend, stierf als arme op 3 mei 1764 te
Leodii (Leodium is Luik). Dit monument werd geplaatst door zijn parochianen en een zeer dankbare
gemeenschap als eerbetoon aan hun uitzonderlijke weldoener."
(Idibus betekent "de iden" van een maand, in september is dat 13.)